# 유전공학
유전공학(遺傳工學, genetic engineering) 또는 유전적 변형, 유전자 조작은 기술을 이용하여 생물의 유전자를 변형하고 조작하는 것이다. 이는 종 내외의 경계를 넘어 유전자를 전달하여 개량되거나 새로운 생물을 생산하는 것을 포함하여 세포의 유전적 구성을 변경하는 데 사용되는 기술 집합이다. 새로운 DNA는 재조합 DNA 방법을 사용하여 관심 있는 유전 물질을 분리하고 복사하거나 인공적으로 DNA를 합성하여 얻어진다. 일반적으로 벡터가 생성되어 이 DNA를 숙주 생물에 삽입하는 데 사용된다. 최초의 재조합 DNA 분자는 1972년 폴 버그가 원숭이 바이러스 SV40의 DNA와 람다 바이러스의 DNA를 결합하여 만들어졌다. 유전자를 삽입하는 것 외에도 이 과정은 유전자를 제거하거나 "녹아웃"하는 데 사용될 수 있다. 새로운 DNA는 무작위로 삽입되거나 표적화되어 유전체의 특정 부분에 삽입될 수 있다.
유전공학을 통해 생성된 생물은 유전자 변형(GM)된 것으로 간주되며, 그 결과물은 유전자 변형 생물 (GMO)이다. 최초의 GMO는 1973년 허버트 보이어와 스탠리 코헨이 생성한 세균이었다. 루돌프 예니쉬는 1974년 생쥐에 외래 DNA를 삽입하여 최초의 GM 동물을 만들었다. 유전공학에 중점을 둔 최초의 회사인 제넨텍은 1976년에 설립되어 인간 단백질 생산을 시작했다. 유전자 변형 인간 인슐린은 1978년에 생산되었고, 인슐린 생산 세균은 1982년에 상업화되었다. 유전자 변형 식품은 1994년 Flavr Savr 토마토의 출시와 함께 판매되기 시작했다. Flavr Savr는 유통 기한을 늘리기 위해 유전자 조작되었지만, 현재 대부분의 GM 작물은 곤충 및 제초제에 대한 내성을 높이기 위해 변형된다. 애완동물용으로 설계된 최초의 GMO인 GloFish는 2003년 12월 미국에서 판매되었다. 2016년에는 성장 호르몬이 변형된 연어가 판매되었다.
유전공학은 연구, 의학, 산업 생명공학 및 농업을 포함한 수많은 분야에 적용되어 왔다. 연구에서는 GMO가 유전자 제거를 통한 기능 상실, 기능 획득, 추적 및 발현 실험을 통해 유전자 기능 및 발현을 연구하는 데 사용된다. 특정 조건에 책임이 있는 유전자를 녹아웃하면 인간 질병의 동물 모델 생물을 만들 수 있다. 호르몬, 백신 및 기타 약물 생산 외에도 유전공학은 유전자 치료를 통해 유전 질환을 치료할 잠재력을 가지고 있다. 차이니즈 햄스터 난소 (CHO) 세포는 산업 유전공학에 사용된다. 또한 mRNA 백신은 COVID-19와 같은 바이러스에 의한 감염을 예방하기 위해 유전공학을 통해 만들어진다. 약물 생산에 사용되는 동일한 기술은 세탁 세제, 치즈 및 기타 제품용 효소 생산과 같은 산업 응용 분야에도 사용될 수 있다.
유전자 변형 작물의 상업화는 많은 다른 국가의 농부들에게 경제적 이점을 제공했지만, 기술을 둘러싼 대부분의 논란의 원천이기도 했다. 이는 초기 사용부터 존재했다; 최초의 현장 실험은 반GM 활동가들에 의해 파괴되었다. GMO 작물에서 파생된 식품이 기존 식품보다 인체 건강에 더 큰 위험을 초래하지 않는다는 과학적 합의가 있지만, 비판론자들은 GM 식품의 안전성을 주요 관심사로 간주한다. 유전자 이동, 비표적 유기체에 대한 영향, 식량 공급 통제 및 지식 재산권도 잠재적 문제로 제기되었다. 이러한 우려로 인해 1975년에 시작된 규제 프레임워크가 개발되었다. 이는 2000년에 채택된 국제 조약인 바이오안전성에 관한 카르타헤나 의정서로 이어졌다. 개별 국가들은 GMO에 대한 자체 규제 시스템을 개발했으며, 가장 두드러진 차이는 미국과 유럽 사이에 나타난다.
유전공학: 특정 유기체의 특성을 변경할 목적으로 기존 세포에 새로운 유전 정보를 삽입하는 과정.
참고: 참조에서 발췌.

## 개요

기존 식물육종과 형질전환 및 시스제닉 유전자 변형의 비교

유전공학은 DNA를 제거하거나 도입하거나 기존 유전 물질을 제자리에서 수정함으로써 유기체의 유전 구조를 변경하는 과정이다. 원하는 표현형을 가진 유기체를 선택하기 위해 여러 번의 교배를 하는 기존의 동물 및 식물육종과 달리, 유전공학은 유전자를 한 유기체에서 직접 가져와 다른 유기체로 전달한다. 이는 훨씬 빠르며, 어떤 유기체(심지어 다른 역)에서든 어떤 유전자라도 삽입하는 데 사용될 수 있으며, 다른 원치 않는 유전자가 추가되는 것을 방지한다.
유전공학은 결함 있는 유전자를 기능하는 유전자로 대체함으로써 인간의 심각한 유전 질환을 잠재적으로 고칠 수 있다. 이는 특정 유전자의 기능을 연구할 수 있게 해주는 중요한 연구 도구이다. 약물, 백신 및 기타 제품은 이를 생산하도록 설계된 유기체에서 수확되었다. 작물은 수확량, 영양가 및 환경 스트레스에 대한 내성을 증가시켜 식량 안전 보장에 기여하도록 개발되었다.
DNA는 숙주 생물에 직접 도입되거나 숙주와 융합되거나 하이브리드화되는 세포에 도입될 수 있다. 이는 유전 가능한 유전 물질의 새로운 조합을 형성하는 재조합 핵산 기술에 의존하며, 그 물질은 벡터 시스템을 통해 간접적으로 또는 미세주입, 거대주입 또는 미세캡슐화를 통해 직접적으로 통합된다.
유전공학은 일반적으로 전통적인 육종, 시험관내수정, 배수체 유도, 돌연변이 유발 및 재조합 핵산이나 유전자 변형 생물을 사용하지 않는 세포 융합 기술을 포함하지 않는다. 그러나 유전공학의 일부 광범위한 정의에는 선택 육종이 포함된다. 복제 및 줄기세포 연구는 유전공학으로 간주되지는 않지만, 밀접하게 관련되어 있으며 유전공학이 그 안에서 사용될 수 있다. 합성생물학은 인공적으로 합성된 물질을 유기체에 도입함으로써 유전공학을 한 단계 더 발전시키는 새로운 분야이다.
유전공학을 통해 변경된 식물, 동물 또는 미생물은 유전자 변형 생물 또는 GMO라고 불린다. 다른 종의 유전 물질이 숙주에 추가되면, 그 결과 유기체는 형질전환 생물이라고 불린다. 같은 종 또는 숙주와 자연적으로 교배할 수 있는 종의 유전 물질이 사용되면 그 결과 유기체는 시스제닉 생물이라고 불린다. 유전공학이 표적 유기체에서 유전 물질을 제거하는 데 사용되면 그 결과 유기체는 녹아웃 유기체라고 불린다. 유럽에서 유전자 변형은 유전공학과 동의어이지만, 미국과 캐나다에서는 유전자 변형이 더 전통적인 육종 방법을 지칭하는 데에도 사용될 수 있다.

## 역사
인류는 수천 년 동안 선택 육종 또는 인위 선택을 통해 종의 유전체를 변경해 왔으며,:1:1 이는 자연선택과는 대조된다. 더 최근에는 돌연변이 육종이 화학 물질이나 방사선 노출을 사용하여 선택 육종 목적을 위한 높은 빈도의 무작위 돌연변이를 생성했다. 육종 및 돌연변이 외에 인간에 의한 DNA의 직접 조작으로서의 유전공학은 1970년대 이후에야 존재했다. "유전공학"이라는 용어는 러시아 태생의 유전학자 니콜라이 티모페프-레소프스키가 1934년 영국 저널 Biological Reviews에 발표된 그의 논문 "돌연변이의 실험적 생산"에서 처음 사용했다. 잭 윌리엄슨은 1951년에 출판된 그의 SF 소설 Dragon's Island에서 이 용어를 사용했으며, 이는 DNA의 유전에서의 역할이 앨프리드 허시와 마사 체이스에 의해 확인되기 1년 전, 그리고 제임스 왓슨과 프랜시스 크릭이 DNA 분자가 이중 나선 구조를 가지고 있음을 보여주기 2년 전이었다. 그러나 직접적인 유전자 조작의 일반적인 개념은 스탠리 G. 와인바움의 1936년 SF 소설 Proteus Island에서 기초적인 형태로 탐구되었다.

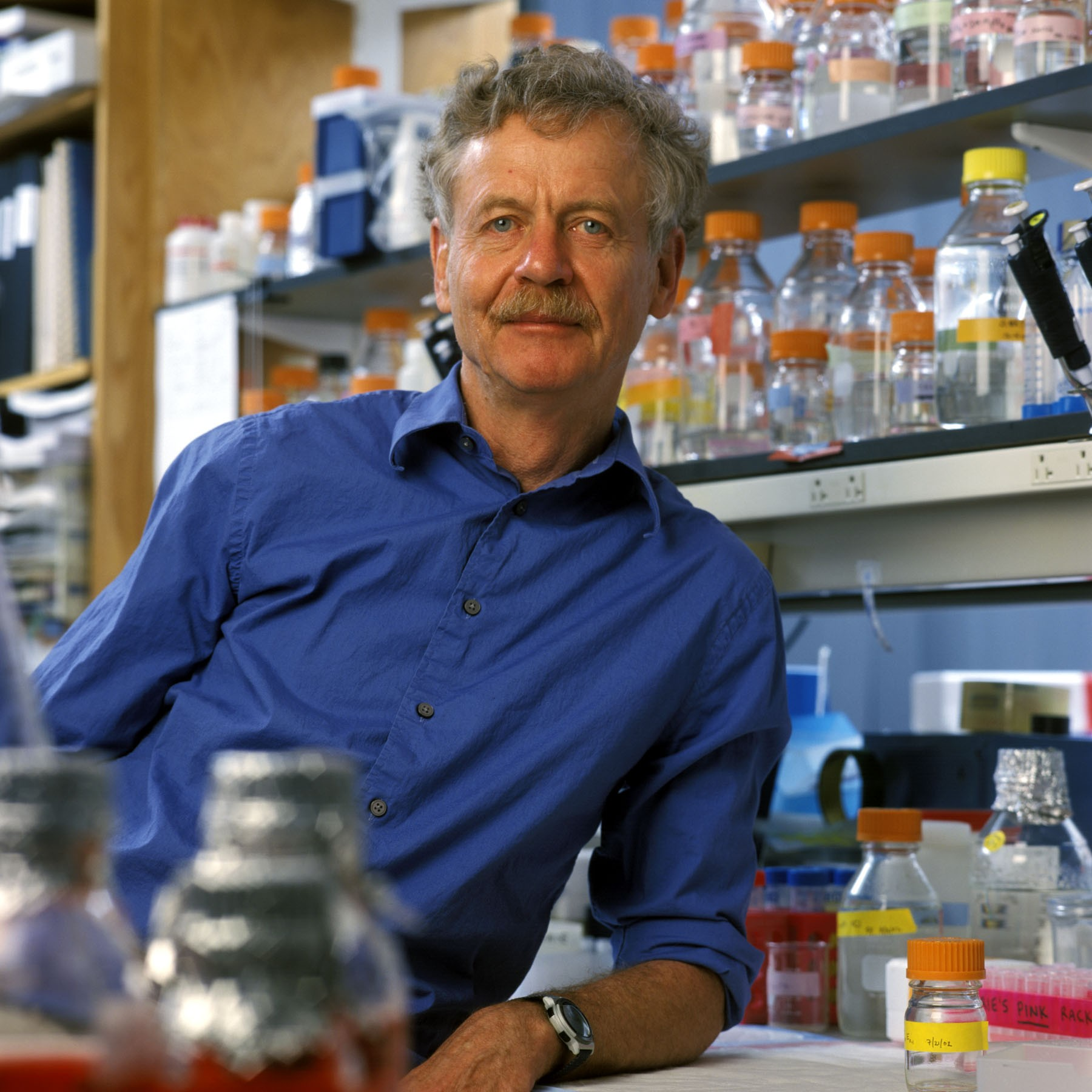
1974년 루돌프 예니쉬는 최초의 GM 동물인 유전자 변형 생쥐를 만들었다.

1972년 폴 버그는 원숭이 바이러스 SV40의 DNA와 람다 바이러스의 DNA를 결합하여 최초의 재조합 DNA 분자를 만들었다. 1973년 허버트 보이어와 스탠리 코헨은 대장균 플라스미드에 항생제 내성 유전자를 삽입하여 최초의 형질전환 생물을 만들었다. 1년 후 루돌프 예니쉬는 외래 DNA를 배아에 도입하여 형질전환 생쥐를 만들었는데, 이는 세계 최초의 형질전환 동물이었다. 이러한 성과는 유전공학의 잠재적 위험에 대한 과학계의 우려로 이어졌고, 이는 1975년 애실로마 회의에서 처음 심도 있게 논의되었다. 이 회의의 주요 권고 사항 중 하나는 기술이 안전하다고 간주될 때까지 재조합 DNA 연구에 대한 정부 감독이 확립되어야 한다는 것이었다.
1976년 최초의 유전공학 회사인 제넨텍이 허버트 보이어와 로버트 스완슨에 의해 설립되었고, 1년 후 이 회사는 대장균에서 인간 단백질(소마토스타틴)을 생산했다. 제넨텍은 1978년 유전자 변형 인간 인슐린의 생산을 발표했다. 1980년, 미국 대법원은 Diamond v. Chakrabarty 사건에서 유전자 변형 생명체에 특허를 부여할 수 있다고 판결했다. 세균이 생산한 인슐린은 1982년 미국 식품의약국 (FDA)의 승인을 받았다.
1983년, 생명공학 회사인 어드밴스드 제네틱 사이언스(AGS)는 작물을 서리로부터 보호하기 위해 얼음-마이너스 변종 슈도모나스 시린게로 현장 실험을 수행할 미국 정부의 허가를 신청했지만, 환경 단체와 시위대는 법적 소송으로 4년 동안 현장 실험을 지연시켰다. 1987년, 슈도모나스 시린게의 얼음-마이너스 변종은 캘리포니아의 딸기 밭과 감자 밭에 살포되었을 때 환경에 출시된 최초의 유전자 변형 생물 (GMO)이 되었다. 두 시험 밭은 시험이 시작되기 전날 밤 활동가 단체들의 공격을 받았다: "세계 최초의 시험 현장은 세계 최초의 현장 파괴자를 끌어들였다."
유전자 변형 식물의 첫 현장 실험은 1986년 프랑스와 미국에서 이루어졌으며, 담배 식물은 제초제에 저항성을 갖도록 유전자 변형되었다. 중화인민공화국은 1992년 바이러스 내성 담배를 도입하여 형질전환 식물을 상업화한 최초의 국가가 되었다. 1994년, 칼진은 최초의 유전자 변형 식품인 플레이버 세이버 토마토를 상업적으로 출시할 승인을 받았다. 이 토마토는 유통기한을 늘리기 위해 유전자 변형되었다. 1994년, 유럽 연합은 제초제 브로목시닐에 저항성을 갖도록 유전자 변형된 담배를 승인하여 유럽에서 상업화된 최초의 유전자 변형 작물이 되었다. 1995년, Bt 감자는 FDA의 승인을 받은 후 미국 환경보호청에 의해 안전성이 승인되어 미국에서 승인된 최초의 살충제 생산 작물이 되었다. 2009년에는 25개국에서 11가지의 형질전환 작물이 상업적으로 재배되었으며, 재배 면적이 가장 넓은 국가는 미국, 브라질, 아르헨티나, 인도, 캐나다, 중국, 파라과이, 남아프리카였다.
2010년, J. Craig Venter Institute의 과학자들은 최초의 인공 유전체를 만들고 이를 빈 세균 세포에 삽입했다. 그 결과 생성된 세균은 Mycoplasma laboratorium으로 명명되었으며, 복제하고 단백질을 생산할 수 있었다. 4년 후, 독특한 염기쌍을 포함하는 플라스미드를 복제하는 세균이 개발되면서 한 단계 더 나아갔고, 확장된 유전 암호를 사용하는 최초의 유전자 변형 생물이 탄생했다. 2012년, 제니퍼 다우드나와 에마뉘엘 샤르팡티에는 협력하여 CRISPR/Cas9 시스템을 개발했는데, 이 기술은 거의 모든 유기체의 유전체를 쉽고 구체적으로 변경하는 데 사용될 수 있다.

## 과정

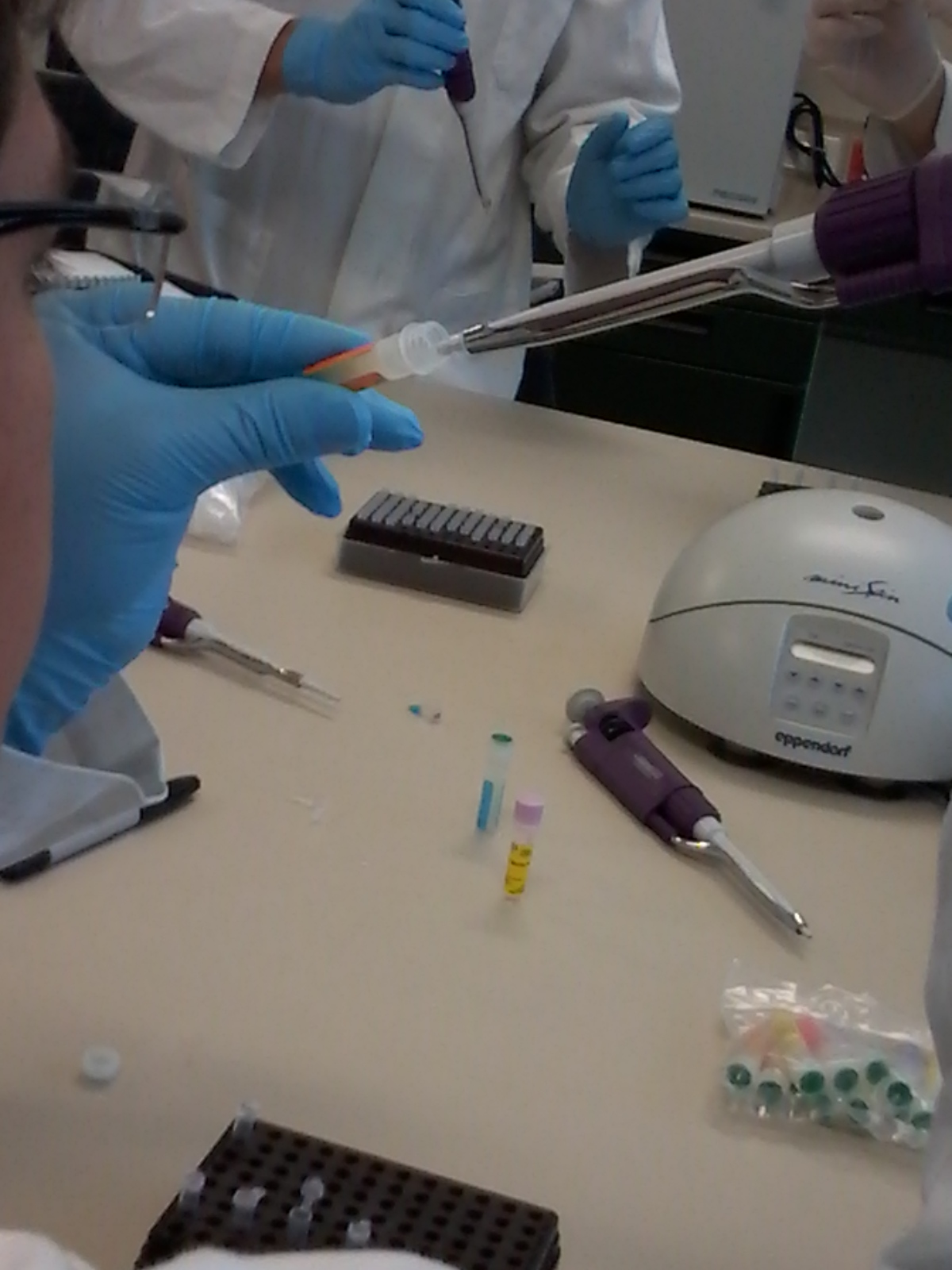
중합효소 연쇄 반응은 DNA 클로닝에 사용되는 강력한 도구이다.

GMO를 만드는 것은 여러 단계로 이루어진 과정이다. 유전공학자들은 먼저 유기체에 삽입하고자 하는 유전자를 선택해야 한다. 이는 결과적으로 생성될 유기체의 목표에 따라 결정되며, 이전 연구를 기반으로 한다. 유전자 검사를 수행하여 잠재적 유전자를 결정하고, 추가 테스트를 통해 최상의 후보를 식별할 수 있다. 마이크로어레이, 전사체학 및 유전체 시퀀싱의 개발로 적합한 유전자를 찾는 것이 훨씬 쉬워졌다. 운도 한몫 한다. 라운드업 레디 유전자는 과학자들이 제초제가 있는 환경에서 번성하는 세균을 발견한 후에 발견되었다.

### 유전자 분리 및 클로닝
다음 단계는 후보 유전자를 분리하는 것이다. 유전자를 포함하는 세포를 열어 DNA를 정제한다. 유전자는 제한효소를 사용하여 DNA를 조각으로 자르거나 중합효소 연쇄 반응 (PCR)을 사용하여 유전자 조각을 증폭시켜 분리한다. 이 조각들은 겔 전기영동을 통해 추출될 수 있다. 선택된 유전자나 공여 유기체의 유전체가 잘 연구되었다면 이미 유전 라이브러리에서 접근 가능할 수 있다. DNA 서열이 알려져 있지만 유전자 복사본이 없는 경우, 인공적으로 합성될 수도 있다. 일단 분리되면 유전자는 결찰되어 플라스미드에 삽입되고, 이 플라스미드는 세균에 삽입된다. 플라스미드는 세균이 분열할 때 복제되어 유전자의 무제한 복사본을 확보한다. RK2 플라스미드는 다양한 단세포 생물에서 복제될 수 있는 능력으로 유명하며, 이는 유전공학 도구로 적합하다.
유전자가 표적 생물에 삽입되기 전에 다른 유전적 요소와 결합되어야 한다. 여기에는 프로모터 및 종결자 영역이 포함되어 전사를 시작하고 종료한다. 대부분의 경우 항생제 내성을 부여하는 선택 마커 유전자가 추가되어 연구자들이 어떤 세포가 성공적으로 형질전환되었는지 쉽게 확인할 수 있다. 유전자는 이 단계에서 더 나은 발현 또는 효율성을 위해 수정될 수도 있다. 이러한 조작은 제한 효소 절단, 결찰 및 분자 클로닝과 같은 재조합 DNA 기술을 사용하여 수행된다.

### DNA를 숙주 유전체에 삽입

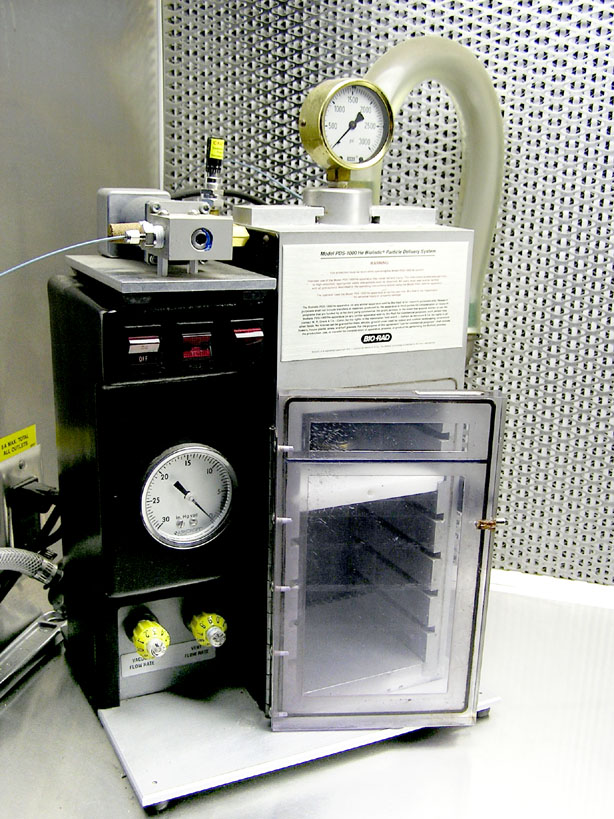
유전자 총은 바이오볼리스틱을 사용하여 DNA를 식물 조직에 삽입한다.

숙주 유전체에 유전 물질을 삽입하는 데 사용되는 여러 기술이 있다. 일부 세균은 자연적으로 외래 DNA를 흡수할 수 있다. 이러한 능력은 스트레스(예: 열 또는 전기 충격)를 통해 다른 세균에서도 유도될 수 있으며, 이는 세포막의 DNA 투과성을 증가시킨다. 흡수된 DNA는 유전체와 통합되거나 염색체 외 DNA로 존재할 수 있다. DNA는 일반적으로 미세주입을 사용하여 동물 세포에 삽입되며, 세포의 핵막을 통해 직접 세포핵으로 주입되거나 바이러스 벡터를 사용하여 주입될 수 있다.
식물 유전체는 물리적 방법 또는 아그로박테리움을 사용하여 T-DNA 이진 벡터에 호스팅된 서열을 전달함으로써 유전자 변형될 수 있다. 식물에서는 DNA가 종종 아그로박테리움 매개 형질전환을 사용하여 삽입되는데, 이는 식물 세포에 유전 물질을 자연적으로 삽입할 수 있는 아그로박테리움의 T-DNA 서열을 이용한다. 다른 방법으로는 DNA로 코팅된 금 또는 텅스텐 입자를 어린 식물 세포에 쏘는 바이오볼리스틱과, 전기 충격을 사용하여 세포막을 플라스미드 DNA에 투과성으로 만드는 전기천공법이 있다.
단일 세포에만 유전 물질이 형질전환되므로, 해당 유기체는 그 단일 세포에서 재생되어야 한다. 식물에서는 조직 배양을 통해 이를 수행한다. 동물에서는 삽입된 DNA가 배아줄기세포에 존재하는지 확인해야 한다. 세균은 단일 세포로 구성되어 있으며 복제 번식하므로 재생이 필요하지 않다. 선택 마커는 형질전환된 세포와 형질전환되지 않은 세포를 쉽게 구별하는 데 사용된다. 이러한 마커는 일반적으로 형질전환 유기체에 존재하지만, 성숙한 형질전환 식물에서 선택 마커를 제거할 수 있는 여러 전략이 개발되었다.

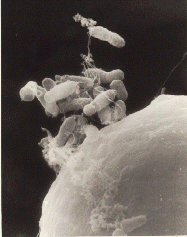
A. tumefaciens가 당근 세포에 부착하는 모습

PCR, 서던 하이브리드화 및 DNA 시퀀싱을 이용한 추가 테스트를 통해 유기체가 새로운 유전자를 포함하고 있는지 확인한다. 이러한 테스트는 또한 삽입된 유전자의 염색체 위치 및 복사본 수를 확인할 수 있다. 유전자의 존재가 해당 유전자가 표적 조직에서 적절한 수준으로 발현될 것임을 보장하지는 않으므로, 유전자 산물(RNA 및 단백질)을 찾고 측정하는 방법도 사용된다. 여기에는 노던 하이브리드화, 정량적 RT-PCR, 웨스턴 블롯, 면역 형광법, ELISA 및 표현형 분석이 포함된다.
새로운 유전 물질은 숙주 유전체 내에 무작위로 삽입되거나 특정 위치에 표적화될 수 있다. 유전자 표적화 기술은 상동 재조합을 사용하여 특정 내재적 유전자에 원하는 변경을 가한다. 이는 식물과 동물에서 상대적으로 낮은 빈도로 발생하며 일반적으로 선택 마커의 사용을 필요로 한다. 유전자 표적화의 빈도는 유전체 편집을 통해 크게 향상될 수 있다. 유전체 편집은 유전체 내 원하는 위치에 특정 이중 가닥 절단을 생성하는 인공적으로 조작된 핵산 분해 효소를 사용하고, 세포의 내재적 메커니즘을 사용하여 상동 재조합 및 비상동 말단 연결이라는 자연 과정을 통해 유도된 절단을 수리한다. 조작된 핵산 분해 효소에는 네 가지 계열이 있다: 메가뉴클레아제, 징크 핑거 뉴클레아제, 전사 활성화 인자 유사 이펙터 핵산 분해 효소 (TALENs), 그리고 Cas9-guideRNA 시스템 (CRISPR에서 변형된 CRISPR 시스템)이 있다. TALEN과 CRISPR는 가장 흔히 사용되는 두 가지이며 각각 고유한 장점이 있다. TALEN은 더 높은 표적 특이성을 가지는 반면, CRISPR는 설계가 더 쉽고 효율적이다. 유전자 표적화를 향상시키는 것 외에도, 조작된 핵산 분해 효소는 유전자 제거를 생성하는 내재적 유전자에 돌연변이를 도입하는 데 사용될 수 있다.

## 응용
유전공학은 의학, 연구, 산업 및 농업 분야에 응용되며 광범위한 식물, 동물 및 미생물에 사용될 수 있다. 최초로 유전자 변형된 생물인 세균은 약품이나 식품 및 기타 기질을 처리하는 효소를 코딩하는 새로운 유전자를 포함하는 플라스미드 DNA를 삽입할 수 있다. 식물은 곤충 방제, 제초제 내성, 바이러스 내성, 영양 강화, 환경 스트레스 내성 및 식용 백신 생산을 위해 변형되었다. 상업화된 GMO의 대부분은 곤충 내성 또는 제초제 내성 작물 식물이다. 유전자 변형 동물은 연구, 모델 동물 및 농업 또는 제약 제품 생산에 사용되었다. 유전자 변형 동물에는 유전자가 녹아웃된 동물, 질병에 대한 감수성 증가, 추가 성장을 위한 호르몬 및 우유에서 단백질을 발현하는 능력을 가진 동물이 포함된다.

### 의학
유전공학은 약물 제조, 인간 상태를 모방하는 모델 동물 생성, 유전자 치료 등 의학에 많은 응용 분야를 가지고 있다. 유전공학의 가장 초기 용도 중 하나는 세균에서 인간 인슐린을 대량 생산하는 것이었다. 이 응용은 현재 인간 성장 호르몬, 여포 자극 호르몬(불임 치료용), 인간 알부민, 단일클론 항체, 항혈우병 인자, 백신 및 기타 여러 약물에 적용되었다. 단일클론 항체를 만들기 위해 융합된 세포인 쥐 하이브리도마는 유전공학을 통해 인간 단일클론 항체를 만들도록 개량되었다. 유전자 변형 바이러스는 여전히 면역을 부여할 수 있지만 감염성 DNA 서열이 부족하도록 개발되고 있다.
유전공학은 또한 인간 질병의 동물 모델을 만드는 데 사용된다. 유전자 변형 쥐는 가장 흔한 유전자 변형 동물 모델이다. 이들은 암(암 생쥐), 비만, 심장병, 당뇨병, 관절염, 약물 남용, 불안, 노화 및 파킨슨병을 연구하고 모델링하는 데 사용되었다. 잠재적인 치료법은 이러한 쥐 모델을 통해 시험될 수 있다.
유전자 치료는 인간의 유전공학으로, 일반적으로 결함 있는 유전자를 효과적인 유전자로 대체하는 것이다. 임상 연구는 체세포 유전자 치료를 사용하여 X-연관 SCID, 만성 림프구성 백혈병 (CLL), 파킨슨병을 포함한 여러 질병에 대해 수행되었다. 2012년, 알리포진 티파르보벡은 임상 사용 승인을 받은 최초의 유전자 치료제가 되었다. 2015년에는 희귀 피부병인 수포성 표피박리증을 앓고 있는 소년의 피부 세포에 건강한 유전자를 삽입하기 위해 바이러스가 사용되었으며, 이를 통해 소년 몸의 80%를 차지하는 질병에 걸린 부위에 건강한 피부를 성장시켜 이식했다.
생식계열 유전자 치료는 모든 변경 사항이 유전되도록 할 수 있어 과학계 내에서 우려를 불러일으켰다. 2015년, CRISPR는 생존 불가능한 인간 배아의 DNA를 편집하는 데 사용되었으며, 이는 주요 세계 학술원 과학자들이 유전 가능한 인간 유전체 편집에 대한 일시 중지를 요구하게 만들었다. 또한 이 기술이 치료뿐만 아니라 인간의 외모, 적응력, 지능, 성격 또는 행동을 향상, 수정 또는 변경하는 데 사용될 수 있다는 우려도 있다. 치료와 향상 사이의 구분을 설정하기 어려울 수도 있다. 2018년 11월, 허젠쿠이는 인간 배아의 유전체를 편집하여 HIV가 세포에 침입하는 데 사용하는 수용체를 코딩하는 CCR5 유전자를 비활성화하려 했다고 발표했다. 이 작업은 비윤리적이고 위험하며 시기상조라는 비난을 널리 받았다. 현재 생식계열 변형은 40개국에서 금지되어 있다. 이러한 유형의 연구를 수행하는 과학자들은 종종 배아가 아기로 발달하지 않도록 며칠 동안 자라게 한다.
연구자들은 돼지에서 인간 장기 이식의 성공률을 높이기 위해 돼지의 유전체를 변형하여 인간 장기 성장을 유도하고 있다. 과학자들은 "유전자 드라이브"를 만들고 있으며, 모기의 유전체를 변경하여 말라리아에 면역을 갖도록 하고, 유전자 변형 모기를 모기 개체군 전체에 퍼뜨려 질병을 제거하기를 바라고 있다.

### 연구

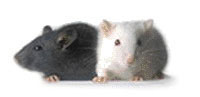
녹아웃 마우스

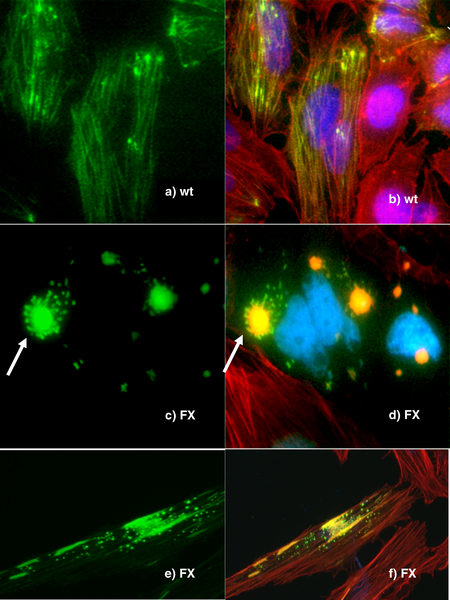
일부 단백질이 녹색 형광 단백질과 융합되어 시각화될 수 있도록 조작된 인간 세포

유전공학은 자연과학자들에게 중요한 도구이며, 형질전환 생물 생성은 유전자 기능 분석을 위한 가장 중요한 도구 중 하나이다. 다양한 유기체의 유전자 및 기타 유전 정보를 유전자 변형 세균을 생성하는 과정에서 저장 및 변형을 위해 세균에 삽입할 수 있다. 세균은 저렴하고, 재배하기 쉽고, 클론적이며, 빠르게 증식하고, 형질전환하기 비교적 쉬우며, -80°C에서 거의 무기한으로 저장할 수 있다. 유전자가 분리되면 세균 내에 저장되어 연구를 위한 무제한 공급을 제공한다.
유기체는 특정 유전자의 기능을 발견하기 위해 유전적으로 조작된다. 이는 유기체의 표현형에 미치는 영향, 유전자가 발현되는 위치 또는 다른 유전자와 상호 작용하는 방식일 수 있다. 이러한 실험은 일반적으로 기능 상실, 기능 획득, 추적 및 발현을 포함한다.
- 기능 상실 실험은 유전자 제거 실험과 같이 하나 이상의 유전자의 활성이 부족하도록 유기체를 조작하는 것이다. 단순한 녹아웃에서 원하는 유전자의 복사본은 비기능적으로 변경된다. 배아줄기세포는 변경된 유전자를 통합하여 이미 존재하는 기능적 복사본을 대체한다. 이 줄기세포는 포배에 주입되어 대리모에 이식된다. 이를 통해 실험자는 이 돌연변이로 인한 결함을 분석하고 특정 유전자의 역할을 결정할 수 있다. 이는 특히 발생생물학에서 자주 사용된다.[112] 관심 영역의 모든 위치, 심지어 전체 유전자의 모든 위치에 점 돌연변이를 가진 유전자 라이브러리를 생성함으로써 이를 수행할 때 "스캐닝 돌연변이 유발"이라고 한다. 가장 간단한 방법이자 처음 사용된 방법은 "알라닌 스캐닝"으로, 모든 위치가 차례로 비활성 아미노산 알라닌으로 돌연변이된다.[113]
- 기능 획득 실험은 녹아웃의 논리적 대응물이다. 이들은 때때로 원하는 유전자의 기능을 더 정확하게 설정하기 위해 녹아웃 실험과 함께 수행된다. 과정은 녹아웃 엔지니어링과 거의 동일하지만, 구성물이 유전자의 기능을 증가시키도록 설계되었으며, 일반적으로 유전자의 추가 복사본을 제공하거나 단백질 합성을 더 자주 유도한다. 기능 획득은 단백질이 기능에 충분한지 여부를 알려주는 데 사용되지만, 특히 유전적 또는 기능적 중복성을 다룰 때 항상 필요하다는 것을 의미하지는 않는다.[112]
- 추적 실험은 원하는 단백질의 국소화 및 상호 작용에 대한 정보를 얻는 것을 목표로 한다. 이를 수행하는 한 가지 방법은 야생형 유전자를 '융합' 유전자로 대체하는 것인데, 이는 야생형 유전자와 녹색 형광 단백질 (GFP)과 같은 보고 요소의 병치로, 유전자 변형 산물을 쉽게 시각화할 수 있게 한다. 이는 유용한 기술이지만, 조작은 유전자의 기능을 파괴하여 이차적인 효과를 생성하고 실험 결과에 의문을 제기할 수 있다. 이제는 단일클론 항체에 대한 결합 모티프 역할을 하는 작은 서열의 추가와 같이 기능에 영향을 주지 않고 단백질 산물을 추적할 수 있는 더 정교한 기술이 개발 중이다.
- 발현 연구는 특정 단백질이 어디서 언제 생산되는지 알아내는 것을 목표로 한다. 이 실험에서 단백질을 코딩하는 DNA 앞의 DNA 서열인 유전자의 프로모터는 GFP 또는 염료 생산을 촉진하는 효소와 같은 보고 유전자로 대체된 단백질 코딩 영역과 함께 유기체에 다시 도입된다. 따라서 특정 단백질이 생산되는 시간과 장소를 관찰할 수 있다. 발현 연구는 프로모터를 변경하여 유전자의 적절한 발현에 중요한 부분과 실제로 전사 인자 단백질과 결합하는 부분을 찾는 것으로 한 단계 더 나아갈 수 있는데, 이 과정을 "프로모터 배싱"이라고 한다.[114]

### 산업
유용한 단백질, 예를 들어 효소를 코딩하는 유전자로 세포가 형질전환되어 원하는 단백질을 과발현하도록 할 수 있다. 그 후 산업 발효를 사용하여 생물반응기 장비에서 형질전환된 유기체를 성장시켜 대량의 단백질을 제조하고, 그 다음 단백질을 정제할 수 있다. 일부 유전자는 세균에서 잘 작동하지 않으므로, 효모, 곤충 세포 또는 포유류 세포도 사용될 수 있다. 이러한 기술은 인슐린, 인간 성장 호르몬, 백신과 같은 의약품, 트립토판과 같은 보충제, 식품(키모신 치즈 제조) 및 연료 생산에 사용된다. 유전자 변형 세균의 다른 응용 분야에는 바이오 연료 생산과 같이 자연 주기 외의 작업을 수행하게 하는 것, 유출된 기름, 탄소 및 기타 유독 폐기물 정화 및 식수 중 비소 검출이 포함될 수 있다. 특정 유전자 변형 미생물은 환경에서 중금속을 추출하여 더 쉽게 회수할 수 있는 화합물로 통합하는 능력 때문에 생체 채광 및 생물 정화에도 사용될 수 있다.
재료과학에서는 유전자 변형 바이러스가 연구실에서 보다 친환경적인 리튬 이온 전지를 조립하는 틀로 사용되었다. 세균은 또한 특정 환경 조건에서 형광 단백질을 발현함으로써 센서로 기능하도록 유전자 변형되었다.

### 농업

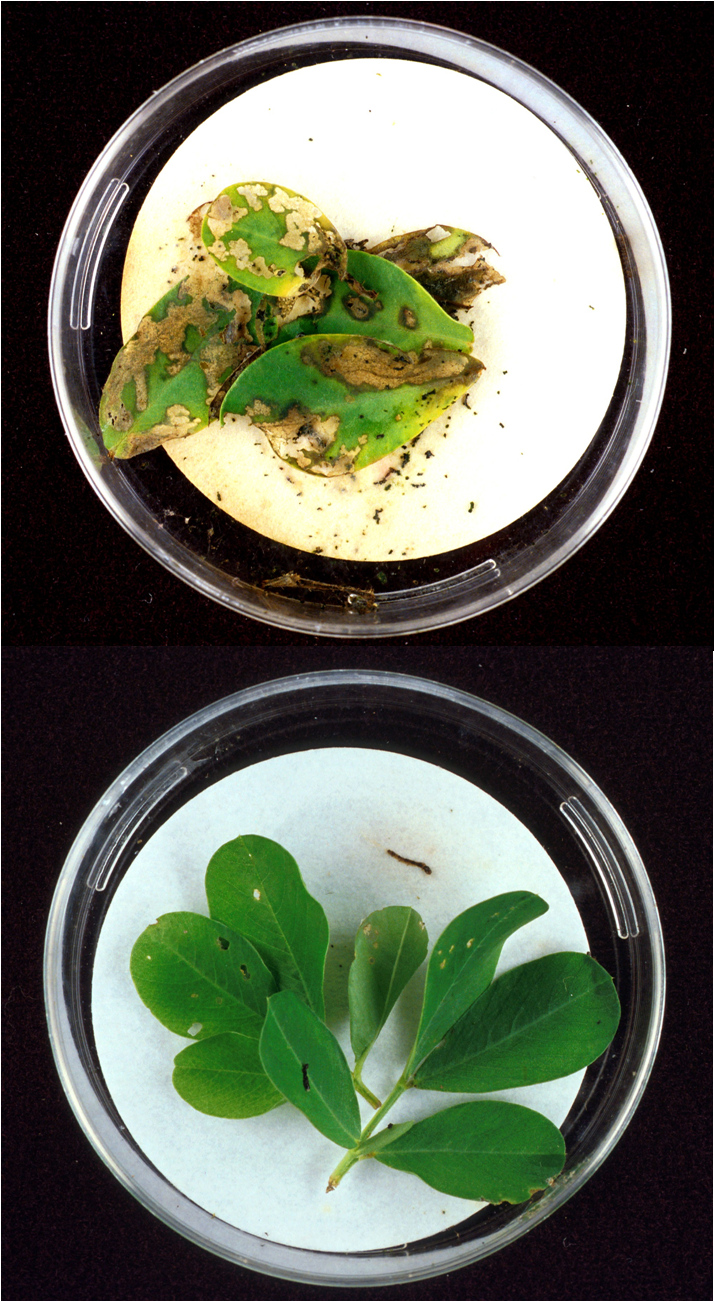
땅콩 잎(아래 이미지)에 존재하는 Bt 독소는 옥수수 줄기벌레 유생에 의한 광범위한 피해로부터 보호한다(위 이미지).

유전공학의 가장 잘 알려진 논란의 여지가 있는 응용 분야 중 하나는 유전자 변형 작물 또는 유전자 변형 가축을 사용하여 유전자 변형 식품을 생산하는 것이다. 작물은 생산량을 늘리고, 비생물적 스트레스에 대한 내성을 높이며, 식품의 구성을 변경하거나, 새로운 제품을 생산하기 위해 개발되었다.
대규모로 상업적으로 출시된 최초의 작물은 곤충 해충으로부터 보호하거나 제초제에 대한 내성을 제공했다. 곰팡이 및 바이러스 내성 작물도 개발되었거나 개발 중이다. 이는 작물의 곤충 및 잡초 관리를 용이하게 하고 간접적으로 작물 수확량을 증가시킬 수 있다. 성장 가속화 또는 식물을 더욱 강건하게 만드는(염분, 추위 또는 가뭄 내성 개선을 통해) 방식으로 직접적으로 수확량을 개선하는 GM 작물도 개발 중이다. 2016년에는 연어가 성장 호르몬으로 유전자 변형되어 훨씬 더 빠르게 정상 성체 크기에 도달하게 되었다.
GMO는 영양가를 높이거나 산업적으로 더 유용한 특성이나 양을 제공함으로써 생산물의 품질을 변경하도록 개발되었다. 아플로라 감자는 산업적으로 더 유용한 전분 혼합물을 생산한다. 콩과 카놀라는 더 건강한 기름을 생산하도록 유전자 변형되었다. 최초의 상업화된 GM 식품은 숙성을 지연시켜 유통기한을 늘린 토마토였다.
식물과 동물은 일반적으로 만들지 않는 물질을 생산하도록 유전자 조작되었다. 파밍은 작물과 동물을 바이오 리액터로 사용하여 백신, 약물 중간체 또는 약물 자체를 생산한다. 유용한 제품은 수확물에서 정제된 다음 표준 제약 생산 공정에 사용된다. 소와 염소는 우유에서 약물 및 기타 단백질을 발현하도록 유전자 조작되었으며, 2009년 FDA는 염소 우유에서 생산된 약물을 승인했다.

### 기타 응용 분야
유전공학은 보존 및 자연 지역 관리에 잠재적 응용 분야를 가지고 있다. 바이러스 벡터를 통한 유전자 전달은 침입종을 통제하고 위협받는 동물군을 질병으로부터 예방하는 수단으로 제안되었다. 형질전환 나무는 야생 개체군의 병원균에 대한 내성을 부여하는 방법으로 제안되었다. 기후변화 및 기타 교란으로 인한 유기체의 적응 부전 위험이 증가함에 따라, 유전자 조작을 통한 촉진된 적응은 멸종 위험을 줄이는 한 가지 해결책이 될 수 있다. 보존 분야에서 유전공학의 응용은 현재까지 대부분 이론적이며 아직 실용화되지 않았다.
유전공학은 또한 미생물 예술을 만드는 데 사용되고 있다. 일부 세균은 흑백 사진을 만들도록 유전자 변형되었다. 라벤더 색상의 카네이션, 푸른 장미, 그리고 발광 물고기와 같은 신기한 품목들도 유전공학을 통해 생산되었다.

## 규제
유전공학 규제는 GMO 개발 및 출시와 관련된 위험을 평가하고 관리하기 위해 정부가 취하는 접근 방식을 다룬다. 규제 프레임워크 개발은 1975년 캘리포니아 애실로마에서 시작되었다. 애실로마 회의는 재조합 기술 사용에 관한 일련의 자발적 지침을 권고했다. 기술이 발전함에 따라 미국은 과학기술정책실에 위원회를 설립했고, 이 위원회는 GM 식품의 규제 승인을 USDA, FDA, EPA에 할당했다. GMO의 이전, 취급 및 사용을 규율하는 국제 조약인 바이오안전성에 관한 카르타헤나 의정서는 2000년 1월 29일에 채택되었다. 157개국이 의정서의 회원국이며, 많은 국가가 이를 자체 규정의 참고 자료로 사용한다.
GM 식품의 법적 및 규제 상태는 국가마다 다르며, 일부 국가는 이를 금지하거나 제한하고, 다른 국가는 매우 다른 정도의 규제를 통해 허용한다. 일부 국가에서는 승인된 GM 식품의 수입은 허용하지만 재배는 허용하지 않거나(러시아, 노르웨이, 이스라엘) GM 제품이 아직 생산되지 않아도 재배를 위한 조항이 있다(일본, 대한민국). GMO 재배를 허용하지 않는 대부분의 국가에서는 연구를 허용한다. 가장 두드러진 차이점은 미국과 유럽 사이에 나타난다. 미국 정책은 제품(공정 아님)에 중점을 두며, 검증 가능한 과학적 위험만을 고려하고 실질적 동등성 개념을 사용한다. 반면 유럽 연합은 아마도 세계에서 가장 엄격한 GMO 규제를 가지고 있다. 모든 GMO는 방사선 조사 식품과 함께 "새로운 식품"으로 간주되며 유럽 식품안전청의 광범위하고 사례별 과학 기반 식품 평가 대상이다. 승인 기준은 "안전성", "선택의 자유", "표시", "추적성"의 네 가지 광범위한 범주로 나뉜다. GMO를 재배하는 다른 국가들의 규제 수준은 유럽과 미국 사이에 있다.
| 지역       | 규제 기관 | 비고 |
| ---------- | --- | --- |
| 미국       | USDA, FDA 및 EPA | |
| 유럽       | 유럽 식품안전청 | |
| 캐나다     | Health Canada 및 Canadian Food Inspection Agency | 기원 방법에 관계없이 새로운 특징을 가진 제품을 규제                                                                       |
| 아프리카   | Common Market for Eastern and Southern Africa | 최종 결정은 각 개별 국가에 있다.                                                                                          |
| 중국       | 농업 유전공학 생물안전 관리국 | |
| 인도       | 기관 생물안전 위원회, 유전 조작 검토 위원회 및 유전공학 승인 위원회                                                                                          | |
| 아르헨티나 | 국립 농업 생명공학 자문 위원회 (환경 영향), 국립 보건 농식품 서비스 (식품 안전) 및 국립 농업 비즈니스 국 (무역 영향)                                         | 최종 결정은 농업, 축산, 수산 및 식품 사무국에서 내린다.                                                                   |
| 브라질     | 국립 생물안전 기술 위원회 (환경 및 식품 안전) 및 각료 회의 (상업 및 경제 문제)                                                                               | |
| 호주       | Office of the Gene Technology Regulator (모든 GM 제품 감독), Therapeutic Goods Administration (GM 의약품) 및 Food Standards Australia New Zealand (GM 식품). | 각 주 정부는 시장 및 무역에 대한 출시 영향을 평가하고 승인된 유전자 변형 제품을 통제하기 위한 추가 법률을 적용할 수 있다. |

규제 기관의 주요 문제 중 하나는 GM 제품에 라벨을 부착해야 하는지 여부이다. 유럽 연합 집행위원회는 정보에 입각한 선택을 허용하고 잠재적인 허위 광고를 피하며, 건강이나 환경에 대한 부정적인 영향이 발견될 경우 제품 회수를 용이하게 하기 위해 의무적인 라벨링과 추적성이 필요하다고 말한다. 미국 의사 협회와 미국 과학 진흥 협회는 해로움에 대한 과학적 증거가 없는 한 자발적 라벨링조차도 오해를 불러일으키고 소비자에게 잘못된 경보를 줄 것이라고 말한다. 시장에 나와 있는 GMO 제품에 대한 라벨링은 64개국에서 의무화되어 있다. 라벨링은 임계값 GM 함량 수준(국가마다 다름)까지 의무적이거나 자발적일 수 있다. 캐나다와 미국에서는 GM 식품의 라벨링이 자발적이지만, 유럽에서는 승인된 GMO의 0.9% 이상을 포함하는 모든 식품(가공 식품 포함) 또는 사료는 라벨을 부착해야 한다.

## 논란
비판론자들은 윤리적, 생태학적, 경제적 우려를 포함하여 여러 가지 이유로 유전공학의 사용에 반대해 왔다. 이러한 우려의 대부분은 GM 작물과 GM 작물에서 생산된 식품이 안전한지, 그리고 이를 재배하는 것이 환경에 미칠 영향에 관한 것이다. 이러한 논란은 소송, 국제 무역 분쟁, 시위, 그리고 일부 국가에서 상업용 제품에 대한 제한적 규제로 이어졌다.
과학자들이 "신 놀음"을 하고 있다는 비난과 다른 종교적 문제는 처음부터 이 기술에 부여되었다. 제기된 다른 윤리적 문제로는 생명체의 특허, 지식 재산권의 사용, 제품의 라벨링 수준, 식량 공급 통제 및 규제 과정의 객관성 등이 있다. 의문이 제기되었음에도 불구하고, 경제적으로 대부분의 연구는 GM 작물 재배가 농부들에게 이롭다는 것을 발견했다.
GM 작물과 호환되는 식물 간의 유전자 이동은 선택적 제초제의 사용 증가와 함께 "슈퍼잡초" 발생 위험을 높일 수 있다. 다른 환경적 우려로는 토양 미생물을 포함한 비표적 유기체에 대한 잠재적 영향 및 2차 및 내성 곤충 해충 증가가 있다. GM 작물과 관련된 많은 환경적 영향은 이해하는 데 수년이 걸릴 수 있으며, 이는 기존 농업 관행에서도 분명히 나타난다. 유전자 변형 어류의 상업화로 인해 이들이 탈출할 경우 환경적 결과에 대한 우려가 제기되고 있다.
유전자 변형 식품의 안전성에 대한 세 가지 주요 우려가 있다: 알레르기 반응을 유발할 수 있는지; 유전자가 식품에서 인간 세포로 전이될 수 있는지; 그리고 인간 섭취가 승인되지 않은 유전자가 다른 작물과 교배될 수 있는지 여부이다. 현재 시판되는 GM 작물에서 유래한 식품이 기존 식품보다 인체 건강에 더 큰 위험을 초래하지 않는다는 과학적 합의가 있지만, 그러나 각 GM 식품은 도입 전에 사례별로 테스트되어야 한다. 그럼에도 불구하고, 대중은 과학자들보다 GM 식품을 안전하다고 인식할 가능성이 적다.

## 대중문화에서
유전공학은 많은 SF 이야기에서 등장한다. 프랭크 허버트의 소설 The White Plague은 여성을 구체적으로 죽이는 병원체를 만들기 위한 유전공학의 의도적인 사용을 묘사한다. 허버트의 또 다른 창작물인 듄 시리즈 소설은 강력한 Tleilaxu를 만들기 위해 유전공학을 사용한다. 유전공학에 대해 관객에게 정보를 제공한 영화는 1978년 The Boys from Brazil과 1993년 Jurassic Park뿐인데, 두 영화 모두 수업, 시연, 과학 영화 클립을 사용한다. 유전공학 방법은 영화에서 약하게 표현되며, Wellcome Trust에 글을 쓴 마이클 클라크는 The 6th Day과 같은 영화에서 유전공학과 생명공학의 묘사가 "심각하게 왜곡되었다"고 말한다. 클라크의 견해에 따르면, 생명공학은 일반적으로 "환상적이지만 시각적으로 인상적인 형태"로 주어지는 반면, 과학은 배경으로 밀려나거나 어린 관객에게 맞게 허구화된다.

## 활용

### 대한민국
대한민국에서는 농산물에 대해 유전자변형농산물(농림수산식품부), 이를 가공하여 만든 식품에 대해 유전자재조합식품(식품의약품안전청)이라는 용어를 사용하고 있다. DNA를 조작하여 특정한 단백질을 대량 생산하거나 또는 농산물의 특성을 개량하는 데에 사용된다. 다음과 같은 활용법이 있다.
1. 유전자 재조합의 원리를 이용하여 임의로 생물의 DNA를 이와 다른 DNA에 결합시켜 얻고자 하는 물질을 얻는데 많이 이용한다. 이 기술이 가능했던 이유는 DNA를 단편으로 절단하는데 필요한 각종 제한효소의 발견, 이를 연결하는 DNA 연결효소의 발견, 플라스미드와 같은 벡터에 대한 지식 등 분자생물학 연구의 많은 성과와 결과가 관여했기 때문에 가능했다.
2. 일반적으로 인간의 병을 치료하기 위하여 사용되는 단백질은 인간에게서만 얻어 쓸 수 있다. (면역 참조) 따라서 과거에는 극히 미량의 단백질만을 얻을 수 있었던 단백질들을 현재는 유전공학을 이용하여 대량으로 얻어낼 수 있다. (예: 인슐린, 성장호르몬 등)
3. 식물 또는 가축의 특성을 선택하기 위해 사용되어 온 고전적인 육종기술은, 확률에 의존하며 교배 후 안정적인 형질군을 얻어낼 때까지의 시간이 대단히 오래 걸린다. 이에 비해 직접적인 유전자 변형에 의한 새로운 형질의 도입은 대단히 빠르게 수행할 수 있다. 유전공학을 통해 만들어진 새로운 식물 또는 가축을 유전자변형생물(GMO)라고 부른다. 이러한 유전자변형생물을 도입하는 데에는 여러 가지 생태학적 문제가 발생할 가능성이 있으며, 선진국과 개발도상국 간의 경제적인 문제 또한 일으킬 수 있으므로, 이에 관해 많은 정치적, 윤리적 논란이 있다. (유전학과 윤리 참조)

## 같이 보기
- 기근
- 유전자 변형 생물
- 공장형 축산